# الدفع مقابل النقر
اَلدَّفْعُ مُقَابِل اَلنَّقَرِ (بِي تِي سِي- PTC: Paid to Click) هو نموذجٌ تجاريٌ عبر الإنترنت يجذب حركة مرورية من الأشخاص التي تهدف إلى كسب المال من المنزل. تعمل مواقع (بِي تِي سِي) كوسيط بين المعلنين والمستهلكين؛ يدفع المعلن مقابل عرض الإعلانات على موقع (بِي تِي سِي)، ويحصل المشاهد على جزء من هذه الدفعة عندما يشاهد الإعلان.[بحاجة لمصدر]
يشترك نموذج (بِي تِي سِي) في بعض أوجه التشابه مع الدفع مقابل التصفح حيث يستخدم كلا النموذجين التسويق بالإحالة كطريقةٍ ترويجيةٍ. علاوةً على ذلك، عادةً ما يتم دمج نموذج (بِي تِي سِي) مع مجموعة متنوعة من الطرق الإضافية للربح مثل إكمال استطلاعات الرأي والمهام البسيطة ولعب الألعاب والتسوق الخ. يمكن للمستخدمين بعد ذلك استرداد أرباحهم نقدًا من خلال معالجات الدفع بالإضافة إلى مجموعة متنوعة من بطاقات الهدايا.[بحاجة لمصدر]

## الخلافات والانتقادات
تم التشكيك في جدوى نموذج الأعمال (بِي تِي سِي)، حيث أدت النقرات الاحتيالية إلى زيادة نفقات المعلنين. مع رفع دعاوىٍ قضائيةٍ ضد شركات "البحث على الإنترنت"، حُمِّلَ العبء على جوجل وياهو وغيرهما لتحديد النقرات الصالحة من النقرات الاحتيالية.
يتضمن النقد الموجه إلى نموذج الأعمال PTC فكرة أن نظام سلسلة بونزي يمكن أن يحاول تسويق نفسه كشركة خدمات إعلانية ناجحة عبر الإنترنت تحت ستار موقع الويب PTC. وأبرز هذه الحالات هي Traffic Monsoon، المتهم باتباعه هذا النهج، من خلال شكوى مقدمة من هيئة الأوراق المالية والبورصات الأمريكية (SEC).